# Дымовка (Киевская область)
Дымовка (укр. Димівка, до 2024 года — Пе́рше Тра́вня) — село, входит в Великодымерскую поселковую общину Броварского района Киевской области Украины.
Население по переписи 2001 года составляло 69 человек. Почтовый индекс — 07453. Телефонный код — 4594. Занимает площадь 0,36 км². Код КОАТУУ — 3221288002.

## Местный совет
07453, Киевская обл., Броварский р-н, с. Русанов, ул. Ленина, 74, тел. 5-04-71; 35-2-23